# Maximilian Ullmann
Maximilian Ullmann (Linz, 17 giugno 1996) è un calciatore austriaco, difensore svincolato.

## Caratteristiche tecniche
Di ruolo terzino sinistro, predilige giocare in fase offensiva.

## Carriera

### Club
Cresciuto nelle giovanili del LASK, ha esordito in prima squadra il 25 luglio 2014 in occasione del match pareggiato 0-0 contro l'Hartberg.
Il 18 luglio 2019 firma un contratto triennale con il Rapid Vienna.
Il 18 gennaio 2022 firma un contratto che lo lega al Venezia sino al 2024. Quattro giorni dopo esordisce con i veneti ed in serie A giocando titolare la partita in casa dell'Inter, persa per 2-1.
Il 25 gennaio 2023, dopo un anno in cui ha trovato poco spazio coi lagunari, viene ceduto in prestito al Magdeburgo.

### Nazionale
Ha giocato nelle nazionali giovanili austriache Under-18 ed Under-19.
Ha partecipato agli Europei Under-21 del 2019.
Il 29 marzo 2022 esordisce in nazionale maggiore nell'amichevole pareggiata per 2-2 contro la Scozia.

## Statistiche

### Presenze e reti nei club
Statistiche aggiornate al 24 maggio 2025.
| Stagione            | Squadra             | Campionato          | Campionato | Campionato | Coppe nazionali | Coppe nazionali | Coppe nazionali | Coppe continentali | Coppe continentali | Coppe continentali | Altre coppe | Altre coppe | Altre coppe | Totale | Totale |
| Stagione            | Squadra             | Comp                | Pres       | Reti       | Comp            | Pres            | Reti            | Comp               | Pres               | Reti               | Comp        | Pres        | Reti        | Pres   | Reti   |
| ------------------- | ------------------- | ------------------- | ---------- | ---------- | --------------- | --------------- | --------------- | ------------------ | ------------------ | ------------------ | ----------- | ----------- | ----------- | ------ | ------ |
| 2014-2015           | Lask                | 2L                  | 12         | 0          | CA              | 0               | 0               | -                  | -                  | -                  | -           | -           | -           | 12     | 0      |
| 2015-2016           | Lask                | 2L                  | 21         | 1          | CA              | 4               | 0               | -                  | -                  | -                  | -           | -           | -           | 25     | 1      |
| 2016-2017           | Lask                | 2L                  | 16         | 0          | CA              | 4               | 0               | -                  | -                  | -                  | -           | -           | -           | 20     | 0      |
| 2017-2018           | Lask                | BL                  | 26         | 5          | CA              | 3               | 0               | -                  | -                  | -                  | -           | -           | -           | 29     | 5      |
| 2018-2019           | Lask                | BL                  | 32         | 4          | CA              | 5               | 0               | UEL                | 4                  | 0                  | -           | -           | -           | 41     | 4      |
| Totale Lask         | Totale Lask         | Totale Lask         | 107        | 10         |                 | 16              | 0               |                    | 4                  | 0                  |             |             |             | 127    | 10     |
| 2019-2020           | Rapid Vienna        | BL                  | 31         | 3          | CA              | 1               | 0               | -                  | -                  | -                  | -           | -           | -           | 32     | 3      |
| 2020-2021           | Rapid Vienna        | BL                  | 32         | 1          | CA              | 3               | 1               | UCL+UEL            | 2+6                | 0+0                | -           | -           | -           | 43     | 2      |
| 2021-2022           | Rapid Vienna        | BL                  | 14         | 0          | CA              | 3               | 1               | UCL+UEL            | 2+9                | 0+0                | -           | -           | -           | 28     | 1      |
| Totale Rapid Vienna | Totale Rapid Vienna | Totale Rapid Vienna | 77         | 4          |                 | 7               | 2               |                    | 19                 | 0                  |             |             |             | 103    | 6      |
| gen.-giu. 2022      | Venezia             | A                   | 5          | 0          | CI              | 0               | 0               | -                  | -                  | -                  | -           | -           | -           | 5      | 0      |
| 2022-gen. 2023      | Venezia             | B                   | 5          | 0          | CI              | 0               | 0               | -                  | -                  | -                  | -           | -           | -           | 5      | 0      |
| gen.-giu. 2023      | Magdeburgo          | 2.BL                | 11         | 0          | CG              | 0               | 0               | -                  | -                  | -                  | -           | -           | -           | 11     | 0      |
| 2023-2024           | Venezia             | B                   | 4          | 0          | CI              | 0               | 0               | -                  | -                  | -                  | -           | -           | -           | 4      | 0      |
| Totale Venezia      | Totale Venezia      | Totale Venezia      | 14         | 0          |                 | 0               | 0               |                    | -                  | -                  |             | -           | -           | 14     | 0      |
| 2024-2025           | Wolfsberger         | BL                  | 30         | 3          | CA              | 5               | 0               | -                  | -                  | -                  | -           | -           | -           | 35     | 3      |
| Totale carriera     | Totale carriera     | Totale carriera     | 490        | 7          |                 | 41              | 1               |                    | 43                 | 1                  |             |             |             | 574    | 9      |

### Cronologia presenze e reti in nazionale
| Cronologia completa delle presenze e delle reti in nazionale ― Austria | Cronologia completa delle presenze e delle reti in nazionale ― Austria | Cronologia completa delle presenze e delle reti in nazionale ― Austria | Cronologia completa delle presenze e delle reti in nazionale ― Austria | Cronologia completa delle presenze e delle reti in nazionale ― Austria | Cronologia completa delle presenze e delle reti in nazionale ― Austria | Cronologia completa delle presenze e delle reti in nazionale ― Austria | Cronologia completa delle presenze e delle reti in nazionale ― Austria |
| Data                                                                   | Città                                                                  | In casa                                                                | Risultato                                                              | Ospiti                                                                 | Competizione                                                           | Reti                                                                   | Note                                                                   |
| ---------------------------------------------------------------------- | ---------------------------------------------------------------------- | ---------------------------------------------------------------------- | ---------------------------------------------------------------------- | ---------------------------------------------------------------------- | ---------------------------------------------------------------------- | ---------------------------------------------------------------------- | ---------------------------------------------------------------------- |
| 29-3-2022                                                              | Vienna                                                                 | Austria                                                                | 2 – 2                                                                  | Scozia                                                                 | Amichevole                                                             | -                                                                      | 87’                                                                    |
| Totale                                                                 |                                                                        | Presenze                                                               | 1                                                                      |                                                                        | Reti                                                                   | 0                                                                      |                                                                        |

## Palmarès

### Club

#### Competizioni nazionali
- Erste Liga: 1

LASK: 2016-2017
- Coppa d'Austria: 1

Wolfsberger: 2024-2025